# Leon Łuszczewski
Leon Łuszczewski (ur. 31 marca 1893 we Lwowie, zm. 9 lutego 1956 w Łodzi) – polski aktor teatralny i filmowy, reżyser teatralny.

## Życiorys
Na scenie debiutował w 1914 roku na scenie Teatru Miejskiego we Lwowie. Następnie grał w Krakowie (Teatr Ludowy, 1914-1915) oraz w Kijowie (Teatr Polski, 1915-1918). Po powrocie do Polski był członkiem zespołu Teatru Polskiego w Poznaniu (1918-1921). Lata do wybuchu II wojny światowej spędził w Warszawie, gdzie występował na scenach teatrów: Polskiego (1926-1927, 1934-1936), Małego (1926-1927), Narodowego, Nowego oraz Letniego (1927-1933, 1936-1939), Rozmaitości (1933), 8:30 (1934) oraz w zespole „Teatr Ćwiklińskiej i Fertnera” (1927).
Podczas wojny początkowo występował w jawnym teatrze Niebieski Motyl, a następnie pracował w warszawskiej „Gatronomii” jako kelner. Po zakończeniu walk występował w Krakowie (1945), Lublinie (1945-1947) oraz w warszawskich Miejskich Teatrach Dramatycznych (1947-1948). Kolejny sezon spędził w gdańskim Teatrze Wybrzeże (1948-1949), gdzie zaczął również reżyserować. Następnie, od 1949 roku aż do śmierci grał i reżyserował w Teatrze im. Stefana Jaracza w Łodzi.
W latach 1949–1951 dubbingował filmy produkcji radzieckiej. W 1953 roku wyreżyserował jedną z audycji Teatru Polskiego Radia.
Jego bratem był Juliusz Łuszczewski, również aktor. W 1917 roku ożenił się z aktorką Haliną Sokołowską.

## Filmografia
- Niewolnica miłości (1923)
- Iwonka (1925) – Jerzy Grot, porucznik ułanów
- Trędowata (1926) – Edmund, syn Prątnickiego
- Ziemia obiecana (1927) – lekarz Wysocki
- Mogiła nieznanego żołnierza (1927) – kierownik fabryki Iwan Kiryłłow
- Romans panny Opolskiej (1928)
- Pan Tadeusz (1928) – Tadeusz Soplica
- Barbara Radziwiłłówna (1936) – Alphio
- Trójka hultajska (1937) – książę kaukaski
- Skłamałam (1937) – pracownik drukarni
- Ordynat Michorowski (1937) – hrabia Jerzy Brochwicz
- Bogurodzica (1939)
- Załoga (1951) – kapitan Andrzej Kapera
- Trzy opowieści (1953) – szef dywersantów (cz. 1. „Cement”)